# Vincent Chileshe
Vincent Chileshe (ur. 1957 w Mporokoso) – zambijski piłkarz grający na pozycji bramkarza. W swojej karierze grał w reprezentacji Zambii.

## Kariera klubowa
Swoją karierę piłkarską Chileshe rozpoczął w klubie Roan United, w którym zadebiutował w 1975 roku. Grał w nim do 1980 roku. W 1977 roku zdobył z nim Puchar Zambii. W latach 1981–1983 grał w klubie Nchanga Rangers, a w latach 1984-1987 w ZESCO United, w którym zakończył karierę.

## Kariera reprezentacyjna
W reprezentacji Zambii Chileshe zadebiutował w 1977 roku. W 1978 roku był w kadrze Zambii na Puchar Narodów Afryki 1978. W tym turnieju zagrał w trzech meczach grupowych: z Ghaną (1:2), z Górną Woltą (2:0) i z Nigerią (0:0). W kadrze narodowej grał do 1984 roku.